# Noah Levy
Noah Levy (hebräisch נועה לוי; * 16. September 1995) ist eine israelische Leichtathletin, die in verschiedenen Disziplinen an den Start geht.

## Sportliche Laufbahn
Erste internationale Erfahrungen sammelte Noah Levy im Jahr 2023, als sie bei der 3. Liga der Team-Europameisterschaft im Rahmen der Europaspiele in 58,72 s den zweiten Platz im 400-Meter-Hürdenlauf belegte. Anschließend gelangte sie bei den Balkan-Meisterschaften in Kraljevo mit 58,87 s auf den fünften Platz.
In den Jahren 2019, 2022 und 2023 wurde Levy israelische Meisterin im 400-Meter-Hürdenlauf sowie 2016 über 100 m Hürden und 2017 im Dreisprung. Zudem wurde sie 2021 Landesmeisterin im Siebenkampf und 2022 im Weitsprung.

## Persönliche Bestzeiten
- 100 Meter Hürdenlauf: 13,96 s (+0,3 m/s), 23. Juni 2021 in Jerusalem
- 400 m Hürden: 58,72 s, 21. Juni 2023 in Chorzów
- Weitsprung: 6,09 m (+0,1 m/s), 19. Januar 2023 in Tel Aviv-Jaffa
- Dreisprung: 12,19 m (−1,6 m/s), 4. Juli 2017 in Tel Aviv
- Siebenkampf: 4761 Punkte, 30. März 2021 in Tel Aviv